# Hyponerita posterior
Hyponerita posterior là một loài bướm đêm thuộc phân họ Arctiinae, họ Erebidae.